# Gymnastikhøjskolen i Ollerup (dokumentarfilm)
|  | Denne artikel er oprettet af botten Steenthbot ud fra en ekstern database. Den kan derfor have sproglige fejl eller mangler. Denne skabelon kan fjernes efter kontrol af indholdet. |

Gymnastikhøjskolen i Ollerup er en dansk dokumentarisk optagelse fra 1951 fra Gymnastikhøjskolen i Ollerup.

## Handling
1. Skolepark og bygninger (farve, 1949).

2. Opvisning i OD Hallen - en af Niels Bukhs sidste. Indmarch, mændenes øvelser på gulv, spring over hest, flick-flack m.m. på måtte. Kvindernes øvelser på gulv (sort/hvid).

3. Kvindernes udendørs opvisning på volden (farve, 1951).